# Liste von Publikationen des Ullstein-Verlages
Die Liste von Publikationen enthält Zeitungen, Zeitschriften, Bücher und weitere Veröffentlichungen des Ullstein Verlages von 1877 bis 1945 in Auswahl.

## Geschichte
1877 gründete Leopold Ullstein den Ullstein-Verlag. Dieser hatte eine liberal-demokratische Ausrichtung. Er entwickelte sich unter seinen fünf Söhnen und den Enkeln in den 1920er Jahren zum größten Verlag Europas.
1934 musste ihn die Familie verkaufen. Seit 1937 hieß er Deutscher Verlag.
1952 gründeten Mitglieder der Familie den Verlag neu. 

## Zeitungen und Zeitschriften
Im Ullstein Verlag erschienen zahlreiche Zeitungen und Zeitschriften. Einige von ihnen waren sehr beliebt. Angegeben ist der Zeitraum des Erscheinens im Ullstein Verlag.
| Name                         | Bild | Zeitraum     | Auflage                  | Bemerkungen                                                               |  |
| ---------------------------- | ---- | ------------ | ------------------------ | ------------------------------------------------------------------------- |  |
| Neues Berliner Tageblatt     |      | 1877         |                          | erste Zeitung des Verlages                                                |  |
| Berliner Zeitung             |      | 1877–1905    |                          | dann B.Z. am Mittag                                                       |  |
| Berliner Abendpost           |      | 1887–1921    |                          | Abendzeitung                                                              |  |
| Berliner Illustrirte Zeitung |      | 1894–1945    | über 1.500.000 (um 1929) | bedeutendste Illustrierte                                                 |  |
| Berliner Morgenpost          |      | 1898–1945    | 160.000 (1899)           | auflagenstärkste Tageszeitung in Berlin                                   |  |
| B.Z. am Mittag               |      | 1904–1943    | 197.000 (1928)           | Straßenverkaufszeitung                                                    |  |
| Musik für alle               |      | 1904–1937    | 420.000 (1927)           | Musikzeitschrift mit Noten                                                |  |
| Die praktische Berlinerin    |      | 1905–1927    |                          | Frauenzeitschrift                                                         |  |
| Das Blatt der Hausfrau       |      | 1905–1945    |                          | verschiedene Titel, bis 1952 fortgeführt                                  |  |
| Berliner Allgemeine Zeitung  |      | 1909–1943    |                          |                                                                           |  |
| Modenwelt                    |      | 1910–1936    |                          | weitere Ausgaben 1939–1942                                                |  |
| Die Bauwelt                  |      | 1910–1945    |                          | wichtige Baufachzeitschrift, nach 1945 weitergeführt                      |  |
| Holzwelt                     |      | 1912–1925    |                          | Fachzeitschrift für Holzwesen                                             |  |
| Die Dame                     |      | 1912–1943    |                          | wichtige Frauenzeitschrift                                                |  |
| Vossische Zeitung            |      | 1914–1945    |                          | älteste Berliner Zeitung                                                  |  |
| Kriegs-Echo                  |      | 1914–1918    |                          | Wochen-Chronik, danach Welt-Echo 1919–1920                                |  |
| Berliner Montagspost         |      | 1920–1945    |                          | Wochenzeitung am Montag, an dem bis dahin fast keine Zeitungen erschienen |  |
| Rul                          |      | 1920–1931    | ca. 20.000               | wichtigste russische Tageszeitung in Berlin                               |  |
| Der heitere Fridolin         |      | 1921–1928    | 300.000 (um 1923)        | wichtigste Kinderzeitschrift                                              |  |
| Uhu                          |      | 1924–1934    | 200.000 (1929)           | anspruchsvolle Kulturzeitschrift                                          |  |
| Der Querschnitt              |      | 1924–1933/35 |                          | anspruchsvolle Kunstzeitschrift                                           |  |
| Koralle                      |      | 1925–1944    | 60.000 (um 1927)         | populärwissenschaftliche Zeitschrift                                      |  |
| Die Grüne Post               |      | 1927–1944    | über 1.000.000 (1929)    | Wochenzeitung, Sonntagszeitung für Stadt und Land                         |  |
| Tempo                        |      | 1928–1934    |                          | moderne Tageszeitung                                                      |  |
| Das Echo                     |      | 1930–1934    |                          | Organ der Deutschen im Ausland, 1919 gegründet                            |  |
| Das 12-Uhr-Blatt             |      | 1931–1945    |                          | Vorher Neue Berliner Zeitung                                              |  |
| Sieben Tage                  |      | 1931–1939    |                          |                                                                           |  |
| Die Sirene                   |      | 1933–1945    |                          |                                                                           |  |
| Signal                       |      | 1940–1945    |                          | Wochenzeitung für das Ausland, mit farbigen Fotos                         |  |
| Das Reich                    |      | 1940–1945    |                          | Wochenzeitung                                                             |  |
| Der Panzerbär                |      | 1945         |                          | Frontzeitung 23. bis 29. April 1945                                       |  |

## Bücher

### Buchreihen (Auswahl)
Es erschienen verschiedene Buchreihen im Ullstein Buchverlag
- Ullstein’s Sammlung praktischer Hausbücher,  seit etwa 1903
- Ich kann (kochen/schneidern/nähen/...), seit 1907, Ratgeberreihe
- Weltgeschichte, seit 1908, 6 Bände, mehrere Neuauflagen
- Ullstein-Bücher. Eine Sammlung zeitgenössischer Romane für 1 Mark (Rote Ullstein-Bücher), 1910–1924, monatlich, leichte Literatur, sehr viel gekauft
- Ullsteins Jugendbücher, 1911–1915
- Ullsteins Kriegs-Bücher, 1914–1918
- Männer und Völker, 1915–1919, Geschichtsbücher zu verschiedenen Völkern und Zeiten (Ägypter, Griechen…)
- Die fünfzig Bücher, 1916–1921, 30 Ausgaben
- Die spannenden Bücher, 1921–1922
- Ullstein-Handarbeitsbücher, 1922–1923
- Ullstein-Schneiderbücher, 1923–1924
- Propyläen-Kunstgeschichte, 1923–1927, 22 Bände
- Wege zum Wissen, 1924–1928, 93 populärwissenschaftliche Bände[2]
- Das neue Ullstein-Buch, 1924–1926, Nachfolger der Ullstein-Bücher
- Die gelben Ullstein-Bücher, 1927–1932, billige Bücher für eine Mark
- Ullstein-Bücher, 1933–1937
- Uhlen-Bücher, 1937–1944

### Einzelne Bücher
Du den meistverkauften Büchern des Ullstein Verlages gehörten
- Clara Viebig: Dilettanten des Lebens, 1898, erstes Buch im Ullstein Verlag, über 280.000 verkaufte Exemplare[3]
- Erich Maria Remarque: Im Westen nichts Neues, 1928
- Vicki Baum, Stud. chem. Helene Willfüer, 1928; Neuauflage 1932 137.–146. Tausend
- Vicky Baum: Menschen im Hotel, 1929